# Pinhais
Pinhais är en stad och kommun i södra Brasilien och ligger i delstaten Paraná. Den är belägen strax öster om Curitiba (delstatens huvudstad) och har cirka 125 000 invånare. Pinhais började som bebyggelse vid en järnvägsstation som anlades i slutet av 1800-talet. Orten har sedan dess tillhört både kommunerna Colombo och Piraquara, för att den 20 mars 1992 bli en egen kommun.